# Antenpoint
Antenpoint ist ein Weiler mit 14 Einwohnern in der Gemeinde Malgersdorf im niederbayerischen Landkreis Rottal-Inn.

## Geografie und Verkehrsanbindung
Antenpoint ist über die PAN 50 an das bayrische Straßennetz angeschlossen.